# Ameiva lineolata
Ameiva lineolata е вид влечуго от семейство Teiidae. Видът е незастрашен от изчезване.

## Разпространение
Разпространен е в Доминиканска република и Хаити.